# Pericoptus nitidulus
Pericoptus nitidulus är en skalbaggsart som beskrevs av Thomas Broun 1880. Pericoptus nitidulus ingår i släktet Pericoptus och familjen Dynastidae. Inga underarter finns listade i Catalogue of Life.